# Victor Sullivan
Victor "Sully" Sullivan é um personagem fictício da série de jogos eletrônicos, Uncharted, desenvolvidos pela Naughty Dog. Ele é mentor e figura paterna de aparece de Nathan Drake e consequentemente sogro de Elena Fisher e avô de Cassie Drake. Sullivan aparece em todas as obras que Nathan é protagonista, nos jogos canônicos Uncharted: Drake's Fortune, Uncharted 2: Among Thieves, Uncharted 3: Drake's Deception, Uncharted 4: A Thief's End, Uncharted: Golden Abyss, nas mídias literárias como a história em quadrinho homônima e no livro Uncharted: O Quarto Labirinto e nos jogos derivados Uncharted: Fight for Fortune e Uncharted: Fortune Hunter. Sully também aparece brevemente no final da motion comic, Uncharted: Eye of Indra e na introdução e final de Drake em PlayStation All-Stars Battle Royale. Ele é interpretado por Richard McGonagle que dá vida à sua voz e captura de movimentos, também influenciando sua personalidade. Sully é brevemente jogável em Uncharted: Golden Abyss almejando os inimigos enquanto Nathan rema a canoa.
Sully é um ex-marinheiro que foi posto pra fora por atitudes ilícitas, assim adentrando no mundo do crime de ladrão de relíquias e tesouros. Apesar da idade e de sempre estar reclamando disso suas habilidades são tidas como impressionantes. Houve um rumor que o DLC de Uncharted 4: A Thief's End seria uma aventura com ele e Samuel Drake, a Naughty Dog admitiu ter cogitado essa ideia mas por hora dispensado para explorar um pouco o passado de Chloe Frazer que não é tão conhecido. A recepção de Sully é bastante positiva, sendo um dos personagens favoritos da série, com os fãs dizendo que o relacionamento dele com Drake é o núcleo dos jogos.

## Design do personagem
Richard McGonagle foi escolhido dentre muitos por sua experiência, seu senso de humor também ajudou muito para entrar entrar no personagem, assim como sua interação com Nolan North. Os atores se sentiram muito confortáveis nas entrevistas de trabalho pois já se conheciam em um trabalho que fizeram juntos. Boa parte de sua personalidade e trejeitos foram passados para o personagem assim como sua experiência na marinha e seu jargão, "goddammit". Da mesma forma seu humor e piadas de conotações sexuais.
Sullivan foi concebido como parceiro de negócio de Nathan Drake. Ele deveria agir não só como parceiro, mas como mentor do personagem principal e para fornecer informações sobre suas atividades criminosas.

## Atributos

### Personalidade
Sully é um ex marinheiro que foi desonrado do cargo por atividades ilícitas, desde então entrou para o mundo do crime como ladrão de relíquias e tesouros antigos. Além de ladrão ele é empresário e possui um bar no qual tem Nathan como co-proprietário. Por seu treinamento na marinha ele é bem habilidoso em combate armado e desarmado mesmo em idade avançada se mostrando bem capaz. Ainda por seus tempos na Marinha, ele sabe se orientar por astros e pilotar aviões, tendo o seu primeiro avião na série chamado "Hog Wild" em homenagem à uma fase de Crash Bandicoot onde o marsupial cavalga em um javali selvagem. Mesmo sendo bem capacitado, Sullivan muitas vezes usa a idade a seu favor fingindo estar um pouco senil para que seus inimigos sejam mais pacientes com ele. Ele também influente no submundo o que o ajuda muitas vezes a sair de uma enrascada ou livrar Nathan de alguma, e muitas vezes até a conseguir executar um trabalho. Sullivan reclama bastante da idade e diz que está velho demais pra isso mas sempre acaba acompanhando Nate quando esse o chama, e ironicamente sua idade não o impede de investir em paqueras e está sempre contando suas histórias amorosas quando possível. Muitas vezes Victor solta um comentário com conotação estranhamente sexual, e Nathan frequentemente o chama de velho safado e diz que muitas vezes ele fala coisas que soam pervertidas. Victor também é um tanto ganancioso e está sempre procurando ganhar dinheiro de maneira rápida e desistindo se tão arriscado.
Não obstante de ter tido uma infância e pai ruim, ele apresenta uma personalidade bem afável, se importando com as pessoas. Tomando o orfão Nathan como seu protegido e se tornando mentor e figura paterna dele. Apesar de muitas vezes agirem como bons amigos Sully se impõe quando necessário e dá um sermão em seu protegido, e muitas vezes o mima  sendo super protetor, até o presenteou Drake com uma cadela a quem ele deu o nome de "Vicky" em homenagem a seu mentor. Da mesma forma ele se importa e passa a tratar e cuidar de Elena como sua nora mesmo já tê-la cantado antes dela se relacionar com Drake. Sully também possui uma afilhada, Jadranka Hzujak a quem demonstra ter bastante cuidado a ajudando após o assassinato do pai dela, Luka Hzujak. Sully também tem um papagaio chamado Jose.

### Aparência física
A marca registrada de Sully é seu bigode bem estilo anos 80. Ele sempre carrega consigo alguns charutos, e costuma usar botas antigas com calças docker acompanhadas de camisas guayabera, nas quais ele  diz ficar muito bem nelas. Sua arma favorita é a Colt Python, a qual sempre carrega em suas aventuras.
Victor possui olhos cinzas e quando jovem seus cabelos eram castanhos com um porte físico bem robusto. Agora velho, possui cabelos totalmente brancos e já não é tão forte na aparência como costumava.

## Aparições

### Série principal

#### Uncharted: Drake's Fortune
No jogo eletrônico de 2007, Uncharted: Drake's Fortune, Sully está em uma aventura com seu pupilo Nathan Drake em busca do diário de Sir Francis Drake. Nathan está acompanhado de Elena Fisher uma repórter que ajudou Drake a financiar essa exploração. Juntos eles encontram o diário em um caixão jogado no fundo do mar do Panamá. Eles são cercados por piratas e modernos, e Nathan chama Sully pelo rádio comunicador. Sullivan logo chega em seu avião e ajuda os dois a escaparem. Ao chegar em um lugar seguro, os dois ladrões discutem dentro de um iate o achado e se deparam que Sir Francis havia encontra El Dorado. Sully dissimula para que eles deixem Elena ali no cais enquanto ela está ao telefone falando com sua produção e então partem sem ela. Os dois ladrões seguem a pista do explorador mas acabam achando um U-boot no meio da selva.  Drake entra no submarino e consegue um mapa enquanto Sully espera do lado de fora. Ao sair Nathan acaba acionando um míssil sem querer e se depara com Sully que havia sido rendido por Gabriel Roman e seu capanga Atoq Navarro. Sully estava devendo uma enorme quantia de dinheiro a Roman que o seguia sorrateiramente, ele toma o mapa de Nate e ameça matá-lo. Sully se entromete e leva o tiro pelo Nathan e no mesmo instante o míssil detona. Transtornado Nathan olha seu mentor caído mas aproveita a a situação e foge. Em sua fuga ele se depara com Elena que também havia seguido eles, Nathan explica todo o corrido e juntos se aliam em busca de El Dorado. Em sua aventura Elena se depara com Sully vivo e servindo a Roman e Navarro. Elena mostra a Nate o questiona sobre a lealdade de seu companheiro de crime. Nathan agora decide ir atrás não só do tesouro mas de Sully. Mais tarde eles encontram Sully em uma biblioteca de uma colônia espanhola aparentemente devastada. A repórter e o ladrão dão fim nos guardas e então e interrogam Sully. Os ladrões têm uma discussão calorosa e Sully explica que o diário de Sir Francis em seu bolso havia parado a bala e que assim ele passou a servir Roman para ganhar tempo para Nathan o achá-lo vivo, mas também se fingia senil para não ajudar. O trio reunido continua a busca ao tesouro mas acaba aos poucos se separando com Nathan descobrindo que El Dorado é um sarcófago de ouro e pedras preciosas amaldiçoado e que havia transformado aquela colônia em zumbis que protegiam o tesouro. Elena é raptada e tomada por refém, Nathan consegue se unir com Sully e ambos vão de encontro ao fosso onde está El Dorado mas lá são encurralados por Roman e Navarro que os rende. Roman canta vantagem sob os bons ladrões e Navarro aproveita para dissuadir Roman a abrir o sarcófago. Gabriel abre e em questões de segundos começa a se tornar zumbi correndo pra cima de Atoq que encerra a vida de seu chefe com um tiro na cabeça. Todos ficam estarrecidos com o acontecido e então Navarro conta que pretende vender o tesouro para um bom comprador. Quando ele termina de falar o local é enfestado por zumbis e assim ele foge com o tesouro de helicóptero, com Nathan conseguindo subir escondido no mesmo enquanto Sully cuida dos monstros enquanto tenta sair vivo. Tempos depois Sully aparece em um barco ao lado do navio em que Nathan esteve lutando contra Navarro, e resgatando Elena. Ele estraga o clima romântico dos dois mas mostra uma pilha de tesouro espanhol e todos partem para casa.

#### Uncharted 2: Among Thieves
Em Uncharted 2: Among Thieves lançado em 2009, Sully é contatado pela ladra Chloe Frazer parceira e amante de Drake. Ela precisava resgatar Nathan que havia sido traído por seu parceiro, Harry Flynn. Por causa de Flynn, Drake estava em uma prisão em Istambul, Turquia após roubar um peça do museu local que tinha relatos sobre o paradeiro de Shambala. Com suborno Sully solta seu pupilo e o trio de ladrões planejam como adentrar o campo do terrorista Zoran Lazarević para conseguir suas informações. Eles conseguem pegar as devidas informações e vão em rumo à uma caverna ali perto e conseguem mais pistas, mas ao sair são encurralados por Flynn e seus capangas que obtém as informações que os ladrões haviam conseguido. Ajudados por Chloe Nathan e Sully escapam mas o velho ladrão desiste da aventura por achar arriscado demais e vai de férias para um lugar quente e aconchegante. Algumas semanas depois ele vai atrás de Nathan no Tibete e ainda se mostra interessado pelo tesouro. Nathan agora com a relação reatada com a repórter Elena Fisher explica que não era nada do que imaginavam. Sully então pergunta onde está Chloe e vai ao seu encontro paquerá-la.

#### Uncharted 3: Drake's Deception
O jogo Uncharted 3: Drake's Deception de 2011 explora um pouco o passado de Sully e Nathan, quando o ex-marinheiro ainda jovem havia sido despachado de seus serviços e entrado no mundo do crime. Sullivan trabalhou para Katherine "Kate" Marlowe, líder da seita britânica, Ordem Hermética da Aurora Dourada. Game Sua intenção era obter o anel e o astrolábio de Sir Francis Drake que estava em uma exposição do explorador em um museu em Cartagena, Colômbia. Mal eles sabiam que o adolescente Nathan Drake tinha viajado longe da sua terra natal para também se apossar dos itens de seu dito ancestral. Nathan se envolve em confusão com a Ordem ao roubar o anel de Sir Francis e Sully o ajuda o tomando como protegido em seguida. E assim eles começam uma grande relação. Alguns anos depois os parceiros estão indo para um bar negociar o anel de Sir Francis com Talbot um protegido de Marlowe. Junto com seus amigos Charlie Cutter e Chloe Frazer eles passam a perna nos negociantes e assim já criam novos inimigos. Em uma competição desenfreada Charlie acaba se acidentando quebrando uma perna e Chloe achando o trabalho muito perigoso, os dois então desistem do serviço deixando Victor e Nathan sozinhos. Os dois ladrões precisam ir ao Iêmen continuar sua aventura, Victor contata Elena Fisher que se prontifica em ajuda-los. Drake e Elena haviam noivado anteriormente e se separado por causa do trabalho do ladrão. Eles discutem a respeito do que havia levados os dois ali e Elena pede para que Nathan não envolva Sully nisso. Apesar de tudo os ladrões continuam  sua jornada e encontram coordenadas cardeais que levam à lendária Ubar. Nathan é almejado por Talbot que o dopa, fazendo o ladrão se separar de seus companheiros, consequentemente ele acaba nas mãos de seus inimigos que tomam posse de seus pertences incluindo o anel mas através dos efeitos da droga concluem que Drake não conseguiria ajuda-los mas sim Sullivan por ter decorado as devidas coordenadas da cidade perdida. A Ordem Hermética captura Sullivan e Nathan fica sob custódia de Rameses um dos capangas contratados pela Ordem. Drake consegue fugir e vai de encontro à Elena que o ajuda a localizar o paradeiro de seu mentor. Ele chega no deserto de Rub' al-Khālī e recebe ajuda de Salim, xeque de uma tribo nômade beduína. Victor é resgatado pelo grupo e finalmente Drake desiste da disputa com Marlowe. Mas seu velho parceiro juntamente com Salim o compele a parar os planos da Ordem por estarem mexendo com algo mais perigoso do que imaginam. Os beduínos juntos aos ladrões vão ao encontro de Katherine e seus homens, mas uma tempestade de areia os separa deixando Sully e Nate novamente sozinhos. Eles conseguem encontrar a cidade, mas ao adentra-la Drake bebe água de uma fonte se dopando e tendo alucinações com a morte de Sullivan nas mãos de Talbot. Alucinado, Drake corre atrás do protegido de Marlowe enfrentando hostes de djinns e alguns capangas. Por fim Victor encontra Nathan que pensa que é uma alucinação e lhe aponta a arma, mas o mentor logo se impõe o fazendo abaixar a arma. Depois que Sully esclarece o que havia acontecido eles alcançam Talbot e Marlowe. Os vilões estavam quase recuperando o vaso de latão onde o rei Salomão haveria confinado os djinns, mas Drake os impede de fazê-lo e nessa empreitada acaba sem querer acertando o núcleo de apoio de da cidade a fazendo ruir. Todos acabam fugindo para manter suas vidas e no meio da fuga os ladrões acabam se encontrando novamente com Talbot e Marlowe, mas a mulher acaba sendo soterrada com o seu anel. Os ladrões fogem mas são surpreendidos por Talbot que encurrala Nathan e enfrenta armado de faca. Victor interfere na briga e acaba sendo sobrepujado, mas Drake consegue salvar e nocautear o vilão que cai nos escombros da cidade. Salim aparece e os guia para fora dali e então com um pouco de tesouro coletado por Sullivan eles se despedem.  Em um hangar Nate e Sully conversam e o mais velho entrega o anel de Drake e o pede para fazer a escolha certa, apontando para Elena que estava chegando. Nathan e Elena reatam a relação e o noivado e seguem Sullivan que mostra o avião eu havia comprado com o tesouro e então partindo do país encerrando a aventura.

#### Uncharted 4: A Thief's End
Em Uncharted 4: A Thief's End lançado em 2017, Samuel Drake, irmão mais velho de Nathan, reaparece após 15 anos presumidamente morto em uma aventura em busca do tesouro do pirata Henry Avery. Ele pede ajuda ao seu irmão para conseguir o tesouro pois havia sido ameaçado de morte pelo narcotraficante Hector Alcázar, e tinha apenas três meses para obter sua parte. Nate se recusa pois agora está casado e havia largado o mundo do crime, não queria arriscar tudo o que havia conseguido mesmo que vivendo em entediado. Com muita insistência Nathan avisa sua esposa Elena Fisher que tinha aceitado um trabalho na Malásia que seu chefe tanto insistia. Depois de tempos após sem falar com Sully que ainda trabalha no mundo do crime, Nate explica o que está acontecendo e lhe pede ajuda. O velho homem ajuda os irmãos Drake adentrarem um leilão onde uma relíquia seria leiloada, eles precisam dela para conseguir saber o paradeiro do tesouro de Avery. Os ladrões então se separam e botam seu plano em prática, ao mesmo que percebem que Rafe Adler antigo parceiro dos Drake em busca da fortuna de Avery, e Nadine Ross líder da Shoreline, uma companhia militar privada também estão atrás do mesmo tesouro. Os ladrões conseguem a relíquia e partem para sua próxima pista. Sully se mostra relutante quanto à aventura, desconfiando do Drake mais velho e tenta ser racional com Nathan sobre o que sua esposa pensaria disso, apesar de não conseguir convencer seu pupilo ele continua o ajudando para protegê-lo embora a possibilidade de obter as riquezas do pirata também lhe sejam atraentes. Nathan mantém contato com sua esposa por telefone que começa a desconfiar que seu marido esteja mentindo e acaba o interceptando. Ela descobre onde ele realmente está e o espera em seu quarto de hotel quando o trio de ladrões chegam. Elena e Nathan discutem e mais uma vez Sully tenta ponderar com seu protegido. Nate ainda se sente na obrigação de ajudar seu irmão e apesar de sentir remorso por mentir para sua esposa, ele pede para que Sullivan fale com ela e assim Nathan e Sam continuam a aventura sozinhos. Tempos depois Sully leva Elena para uma ilha onde os Drake estariam, ela encontra o seu marido desmaiado nas margens de um rio e o socorre. Ao acordar Nate conta que Sam havia mentido sobre Alcázar, mas agora ele está em apuros sob custódia de Rafe, então parte com sua esposa para ajudar o Drake mais velho enquanto Victor fica contornando a ilha de avião esperando que todos se unam e voltem. Mas uma guerra começa dentro da ilha e preocupado ele pousa o avião e parte em busca de seus parceiros encontrando Nathan e depois o resto da família. Eles tentam convencer Sam a desistir do tesouro mas o mesmo se mostra decido e foge. Elena e Sullivan convencem Nathan a ir ajudar o irmão enquanto os espera. Horas depois os irmãos retornam sãos e salvos mas sem o tesouro pois acabaram desencadeando sem querer uma explosão na caverna onde ele estava escondido. A família se entende mas Victor continua fazendo o que sabe de melhor e agora tem Sam como seu novo parceiro e ambos partem para uma aventura no Brasil.

### Jogos relacionados

#### Uncharted: Golden Abyss
Em Uncharted: Golden Abyss de 2011, Sully recebe a visita de seu pupilo que lhe pede ajuda para resgatar uma arqueóloga chamada Marisa Chase, a quem tinha conhecido ao trabalhar com Jason Dante em busca de indícios das Sete Cidades. Roberto Guerro um ditador revolucionário havia raptado Marisa para conseguir encontrar Quivira e seu abismo de ouro. Os ladrões conseguem chegar perto da cidade perdida mas Sully dá mal jeito na perna ficando para trás guardando um helicóptero que havia pego dos soldados de Dante. Nathan prossegue sozinho e resgata Marisa mas tem que enfrentar Dante por querer vender o ouro que emana do abismo mesmo contendo altos índices de urânio extremamente prejudiciais à saúde. Drake o detém, mas ele aciona bombas que fazem o abismo ruir. Nate a Marisa tentam fugir mas o ladrão precisa enfrentar Guerro que revoltado quer levar todos consigo para a morte. Mais uma vez o ladrão salva o dia mas dessa vez não consegue encontrar uma saída. Por sorte, Sully estava por perto e resgata Nate e Marisa. Os três então conseguem fugir vivos e mais uma vez os ladrões apenas conseguem viver uma aventura saindo de mãos vazias.

### Jogos derivados

#### Uncharted: Fight for Fortune
Lançado em 2012, Uncharted: Fight for Fortune é um jogo de cartas por turnos baseado na série. Sully é uma das inúmeras cartas jogáveis e seu papagaio é o último chefe do jogo.

#### Uncharted: Fortune Hunter
Sully aparece mais uma vez como suporte de Nathan nesse jogo de quebra-cabeças. Victor Sullivan juntamente ao seu pupilo parte em busca de tesouros de personagens históricas, passando por muitos desafios em climas diversos.

### Outros jogos

#### PlayStation Home
PlayStation Home foi uma comunidade virtual lançada em 2009. Nela havia o Sully's Bar que era um ponto de encontro para os usuários. Dentro do bar havia vários tesouros e artes que remetiam ao jogos de Uncharted lançados até então.

#### PlayStation All-Stars Battle Royale
PlayStation All-Stars Battle Royale é um jogo eletrônico de luta e ação lançado em 2012. Sully aparece no prólogo de Nathan Drake. Nate mostra para Sully um mapa que tinha pegado e curioso parte em busca de onde mapa o levaria. No epílogo ele aparece para buscar Nate. Sully também um minion no jogo.

### Outras mídias

#### Uncharted: Eye of Indra
Uncharted: Eye of Indra é uma série de motion comics lançada em 2009. Os eventos ocorrem antes do primeiro jogo, mas a série foi lançada depois de Among Thieves. Nathan Drake aceita um trabalho para conseguir fundos para sua exploração ao caixão de Francis Drake no mar do Panamá, trabalhando para Daniel Pinkerton. Mas seus planos não dão certo ao ser traído por Rika Raja, irmã de Eddy Raja. Após isso ele se encontra com Sully em um bar na praia e conta que agora tem um novo plano, pedir financiamento à repórter Elena Fisher.

#### Uncharted (história em quadrinhos)
Nathan é o personagem principal na banda desenhada homônima à série lançada em 2011. A história se passa antes do primeiro jogo e foi supervisionada por Amy Hennig e publicada pela DC Comics. Sully arruma um trabalho para Nate que é roubar o diário que pertencia a Richard Byrd para seus clientes Michael e Rose Doughty. Ao obter o diário Nathan descobre sobre Agartha uma mística cidade da teoria da Terra Oca. Os dois ladrões resolvem trapacear seus clientes e encontrar a cidade perdida primeiro. Eles acabam descobrindo que os irmãos Doughty participarão de um leilão para comprar o selo âmbar que seria a chave para a Sala  Âmbar. Em um reconhecimento do local, Nathan é surpreendido por uma ladra chamada Chloe Frazer. Ela tenta render o ladrão mas ele escapa conseguindo as informações que precisava. No dia seguinte Drake e Sullivan adentram o leilão disfarçados e se separam para buscar o selo. Nathan entra em uma sala vazia e é flagrado por Mykola Rusnak, um dos guardas do leilão. Tentando se explicar Chloe aparece e mente para Rusnak dizendo que Nate é acompanhante dela. Sully obtém novidades sobre o selo e chama seu parceiro pra fora. O selo já havia sido vendido e o leilão era só fachada, ambos precisavam entrar sorrateiramente no leilão e roubar o selo imediatamente. Assim Nathan o faz mas se encontra com Frazer, eles se enfrentam mas se dão uma breve trégua com Nathan obtendo as coordenadas para a cidade. Chloe aciona o alarme e ambos fogem, mas a ladra ao ver que estava em menor número joga o selo para Drake e vai por caminho diferente e o ladrão é apanhado pelos Doughtys que estão com Victor sob custódia. Os dois ladrões são interrogados e Nate é obrigado a dar as coordenadas para seus capturadores, e são deixados para trás para Mykola dar um fim neles. Rusnak os pega e quando começa a questioná-los, Frazer aparece e salva os ladrões. O trio escapa em um jeep e Rusnak fica em seu encalço, mas Chloe faz uma manobra arriscada levando Rusnak cair de um abismo. O trio faz uma parceria e vai em busca de Agartha no Pólo Norte. Chegando lá mais uma vez eles são encurralados por Michael e Rose que os obriga a ajudá-los por estarem perdidos. Partindo para o local exato o avião entre em pane mas aterrissa em segurança no local, Drake e Chloe vão em busca da entrada e despistam os Doughtys e seus capangas, uma perseguição se inicia mas todos acabam sendo cercados pelos deuses da fumaça, criaturas místicas da cidade. Desesperados, os ladrões fogem juntos com os Doughtys que têm seus capangas mortos encontrando o segundo sol, uma parede de diamantes que protege o local da lava. Frazer e Nathan são rendidos, e os Doughtys acabam discutindo com Rose matando seu próprio irmão. Vislumbrada pelos diamantes ela retira um fazendo a parede colidir, e os ladrões aproveitam a deixa para escapar e Sully aparece de avião os resgatando. A salvo em uma praia segura, o trio comemora e Chloe parte seguindo seu rumo.

#### Gamers Heart Japan
Sully apareceu ao lado de Nathan e Elena na campanha Gamers Heart Japan para ajudar a obter doações para as as vítimas do sismo e tsunami de Tohoku em 2011.

## Recepção
A recepção de Victor Sullivan é bastante positiva. Sully é considerado por alguns críticos como o melhor personagem da série e outros o colocam no top 5, Ewan Moore da Unilad disse que ele é o melhor personagem e é quem manda. Enquanto Aaron Sass da The Gamer o classificou em oitavo entre os personagens da série que ele ama. Já Miguel Concepcion da Paste Magazine o classificou em quarto salientando suas características como figura paterna seu senso de moda e virilidade.  Ryan Davis da CNET chamou Sully de um um ladrão afável "comedor" de cigarros.  Alex Cranz da FemPop disse que o jovem Sully é bem gostoso. Já Adam Mathew da Redbull Games disse que ele é o pai que todos gostaríamos de ter.  O personagem é tão querido que Joey Davidson da Technobuffalo ficou com receio da morte dele depois de uma entrevista do co-presidente da Naughty Dog, Davidson alega que ama muito o personagem e que perderia a cabeça se isso acontecesse. Da mesma forma o estúdio Bend desistiu da ideia de não ter Sully no jogo por ser um dos favoritos da saga pelos fãs clamando que não é Uncharted sem ele.
Sully ganhou o prêmio de melhor parceiro pela Platinum Choice Awards sendo tido não somente como o melhor parceiro de Drake mas como o melhor amigo de todos de um gamer.

### Comparação com outros personagens
Sully foi comparado pelo WatchMojo com inúmeros personagens mentores de jogos eletrônicos, entre eles Boss da série Metal Gear, Dr. Willy da série Mega Man, Auron de Final Fantasy X entre outros como o mentor mais sábio dos videogames. Em contrapartida o site WhatCulture o classificou em 2º lugar como o mais idiota por sua ganâncias mas louva seu carisma, assim só não sendo mais idiota que Batman de Batman: Arkham City.

### Comparação com pessoas reais
Para Tom Hoggins do The Telegraph, a terceira saga da franquia é muito boa quanto Indiana Jones e a Última Cruzada, mesmo não tendo Sean Connery, pois tem Victor Sullivan e isso é mais que o suficiente.